# NGC 3772
NGC 3772 је спирална галаксија у сазвежђу Лав која се налази на NGC листи објеката дубоког неба.
Деклинација објекта је + 22° 41' 26" а ректасцензија 11h 37m 48,4s. Привидна величина (магнитуда) објекта NGC 3772 износи 13,5 а фотографска магнитуда 14,4. NGC 3772 је још познат и под ознакама UGC 6598, MCG 4-28-6, CGCG 127-8, PGC 36005.